# Болунд, Пер
Пер Болунд (швед. Per Bolund; род. 3 июля 1971, Хессельбю, Стокгольм) — шведский политический и государственный деятель. Член Партии зелёных.

## Биография
Биолог по образованию, а его родители — профессор генетики Орхусского университета Ларс Болунд и профессор медицины Кристина Болунд. В свободное время увлекается бейсболом и футболом, болеет за стокгольмский футбольный клуб АИК.
В 2006 году избран в риксдаг. В должности министра окружающей среды пообещал удвоить финансирование из бюджета данной отрасли. В должности лидера Партии зелёных отказался поддержать правительство Магдалены Андерссон в ноябре 2021 года, поскольку запланированное снижение налога на бензин в первом чтении бюджета привело бы к увеличению вредных выбросов в атмосферу.
Занимал пост министра финансов с октября 2014 года по февраль 2021 года и министра жилищного строительства с января 2019 года по февраль 2021 года. Также исполнял обязанности министра предпринимательства, энергетики и связи с апреля по май 2016 года. C февраля по ноябрь 2021 года занимал должность заместителя премьер-министра и министра климата и окружающей среды. 
C мая 2019 года был сопредседателем Партии зелёных. В ноябре 2023 года объявил о том, что не будет баллотироваться на переизбрание.